# Entelecara cacuminum
Entelecara cacuminum là một loài nhện trong họ Linyphiidae.
Loài này thuộc chi Entelecara. Entelecara cacuminum được J. Denis miêu tả năm 1954.